# 莫斯科中央直径线
莫斯科中央直径线（俄语：Московские центральные диаметры, МЦД；罗马化：Moskovskiye tsentral'nyye diametry, MTsD；英语：Moscow Central Diameters, MCD），是在利用既有通勤铁路轨道基础上，经过相关改造后，由一系列贯穿俄罗斯首都莫斯科市，并将莫斯科市与其周边地区（包含莫斯科州某些地区）连接起来的线路组成的市郊快速铁路系统。

## 线路
按当前规划，莫斯科中央直径线共设有5条线路，其中每条线路都利用了莫斯科铁路枢纽中往2个方向延伸的轨道。预计5条线路全部通车后莫斯科任意两个机场之间的通勤时间将不超过1小时。每条线路均设有多个与莫斯科地铁系统（包括莫斯科中央环线）的换乘站。
由于至少2条直径线仍处于早期或中期建设阶段，线路与站点仍可能存在后期变动，具体请以开通时的路线与站点为准。
| 线路号 | 中文线名                    | 俄语线名                       | 开通年份       | 最后扩建年份 | 全长   | 站数 | 客运量（百万人/年） |
| ------ | --------------------------- | ------------------------------ | -------------- | ------------ | ------ | ---- | ------------------- |
|        | 白俄罗斯-萨维奥洛沃直径线   | Белорусско-Савёловский диаметр | 2019年11月21日 | -            | 52公里 | 28   | 42.9                |
|        | 库尔斯克-里加直径线         | Курско-Рижский диаметр         | 2019年11月21日 | -            | 80公里 | 38   | 48.6                |
|        | 列宁格勒-喀山直径线         | Ленинградско-Казанский диаметр | 2023年8月17日  | -            | 88公里 | 43   | 46.8                |
|        | 基辅-高尔基直径线           | Киевско-Горьковский диаметр    | 2023年9月9日   | -            | 86公里 | 38   | -                   |
|        | 雅罗斯拉夫尔-帕维列茨直径线 | Ярославско-Павелецкий диаметр  | 预计2025-2027  | -            | 75公里 | 39   | -                   |

### 白俄罗斯-萨维奥洛沃直径线

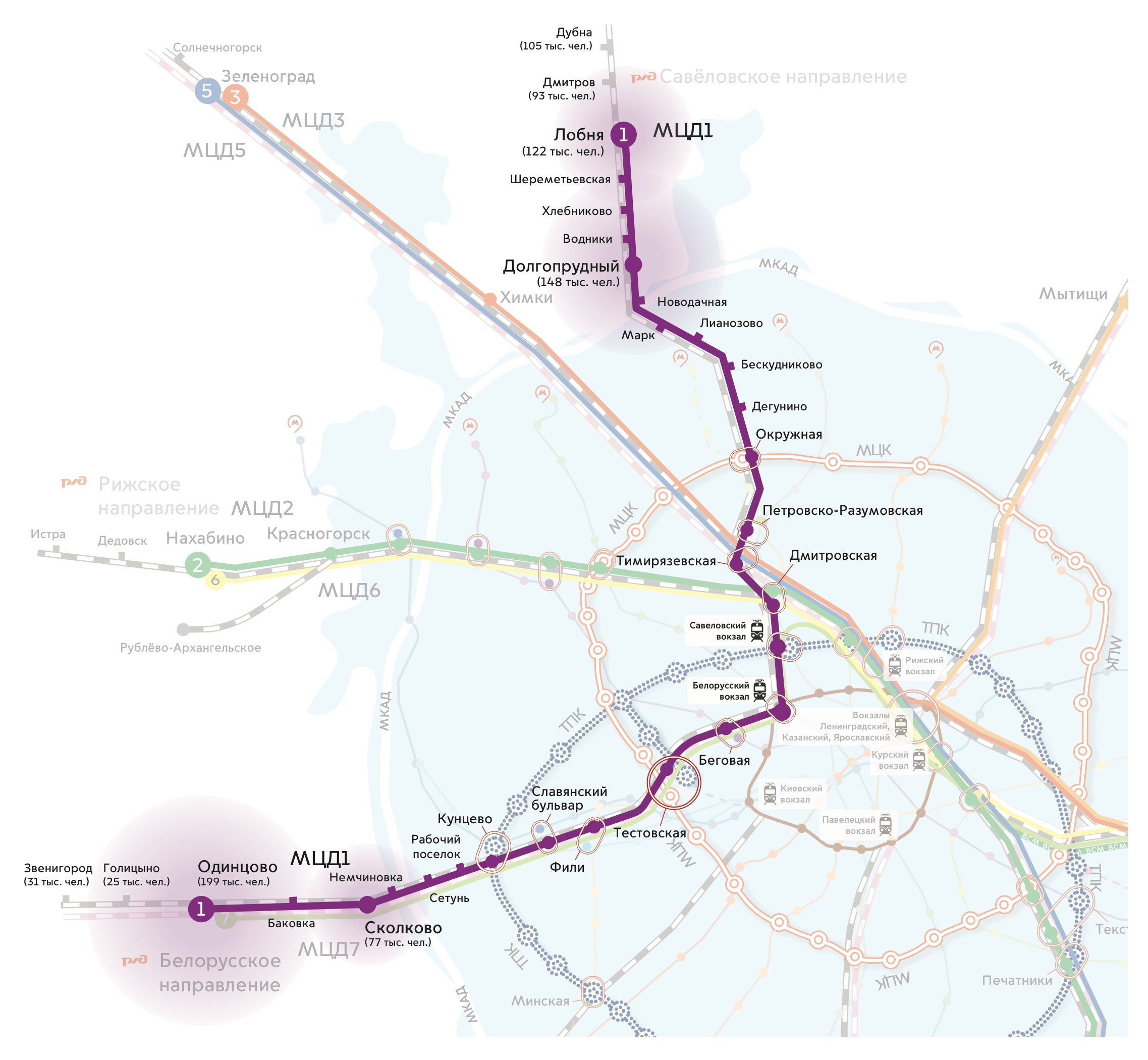
Д1/D1线路图

线路号Д1/D1，全长51千米，全程运行时间约1小时20分钟，共设28座车站，其中12座为与地铁、中央环线或其他铁路站点的换乘站。运营第一阶段共上线11组列车，高峰期间隔约15分钟。

### 库尔斯克-里加直径线

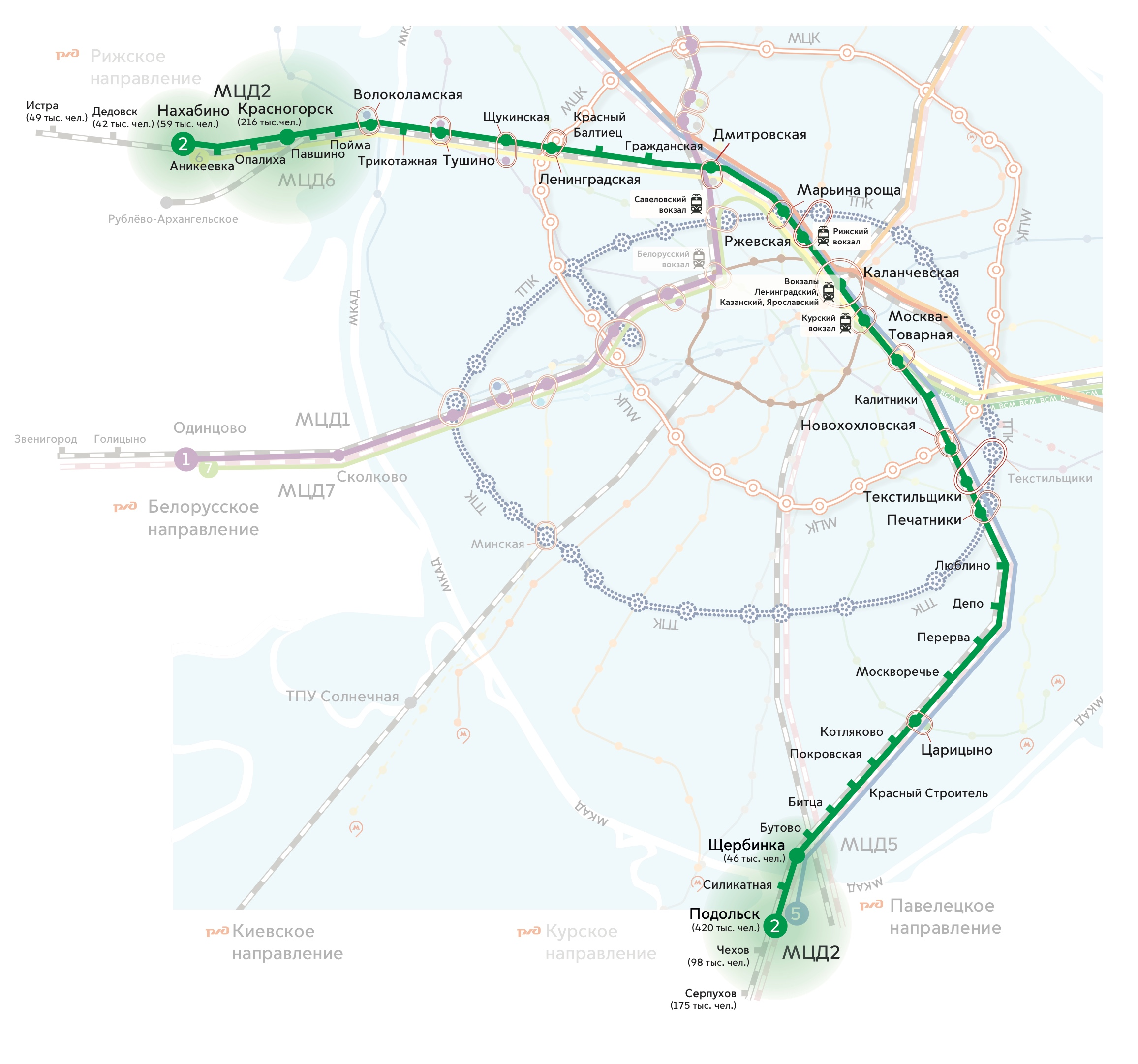
Д2/D2线路图

线路号Д2/D2，全长80公里，全程运行时间约1小时56分钟。共设38座车站，其中15座为与地铁、中央环线或其他铁路站点的换乘站。运营第一阶段共上线24组列车，高峰期间隔约12分钟。

### 列宁格勒-喀山直径线

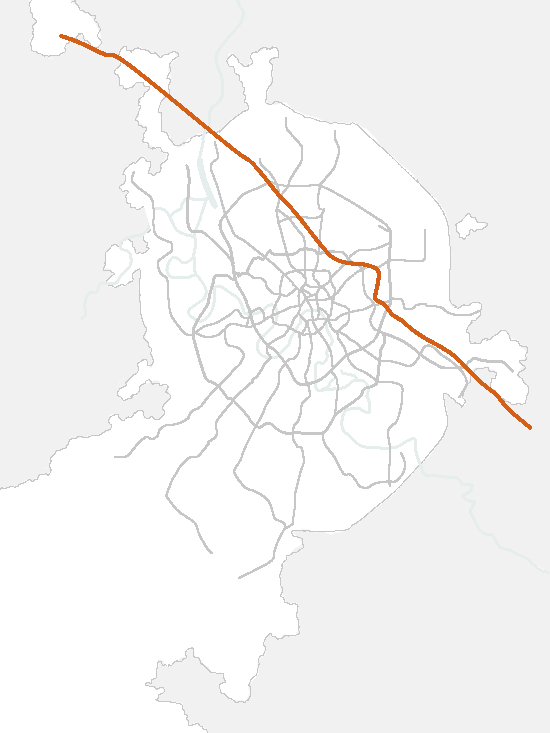
Д3/D3线路图

线路号Д3/D3，全长88公里，全程运行时间约1小时40分钟。共设43座（其中5座预留）车站，其中14座为与地铁、中央环线或其他铁路站点的换乘站。将上线52组列车，高峰期间隔约5分钟。

### 基辅-高尔基直径线

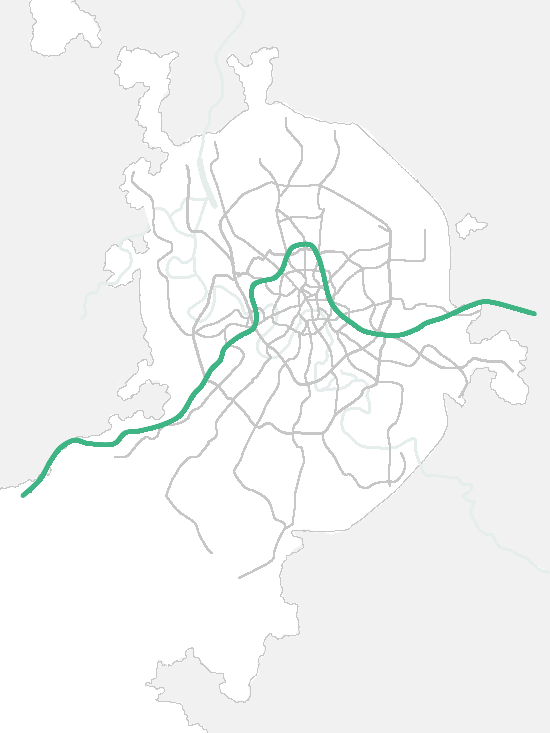
Д4/D4线路图

线路号Д4/D4，全长85公里，共设38座（其中8座预留）车站，其中16座为与地铁、中央环线或其他铁路站点的换乘站。

### 雅罗斯拉夫尔-帕维列茨直径线

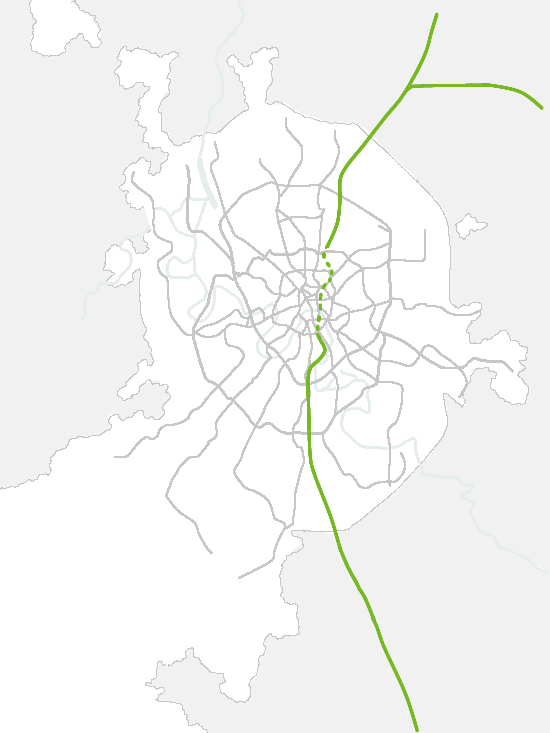
Д5/D5线路图

线路号Д5/D5，现仍处于前期规划阶段。

## 运营车辆

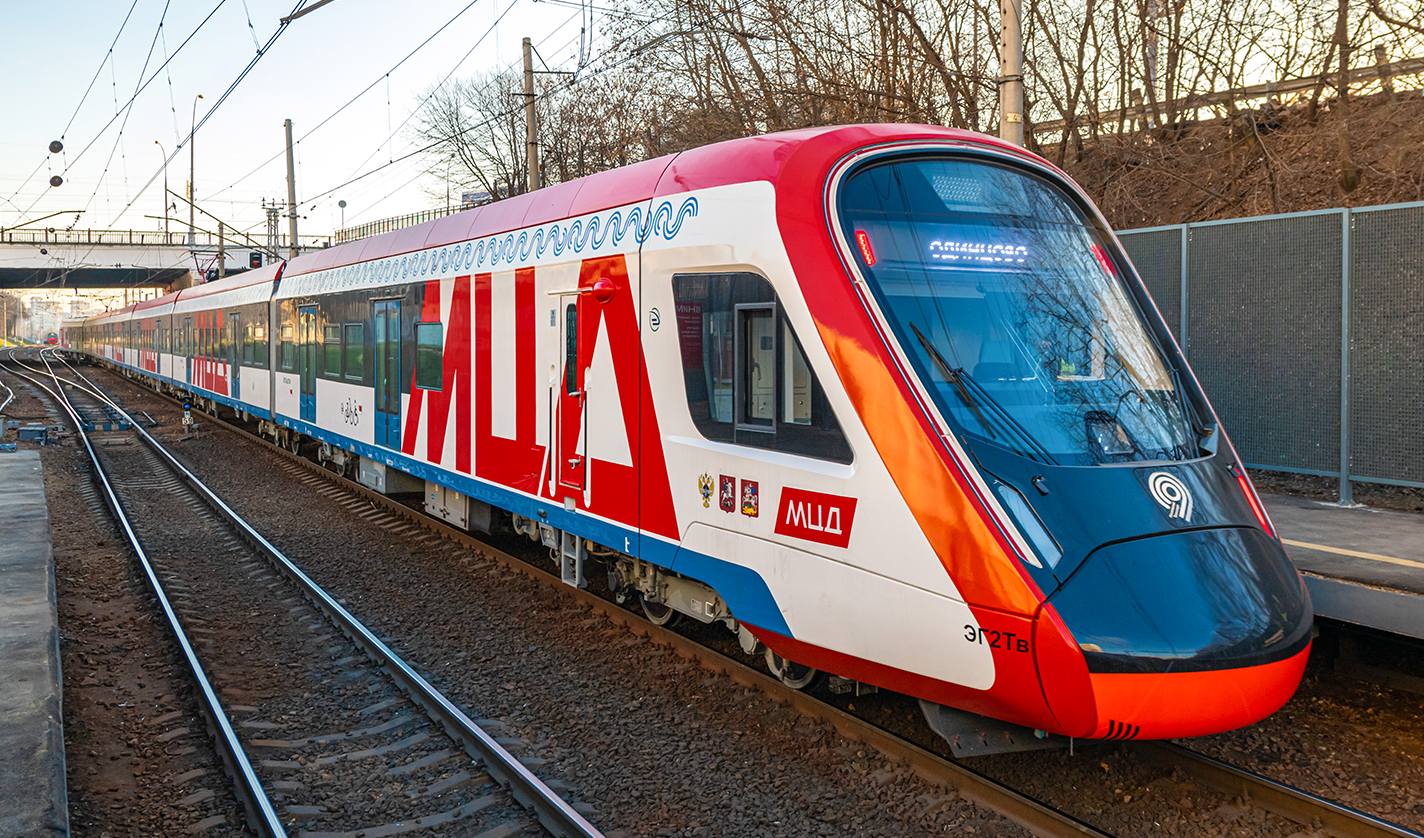
用于中央直径线的“金黄鹂”号动车组

莫斯科中央直径线将采用由俄罗斯特维尔车辆制造厂生产的ЭГ2Тв型“金黄鹂”号动车组运营。